# Iakova, Odesa
Iakova (în ucraineană Якова) este un sat în comuna Dobroslav din raionul Odesa, regiunea Odesa, Ucraina.

## Demografie
Componența lingvistică a localității Iakova
     Ucraineană (95,51%)
     Rusă (2,25%)
     Română (1,12%)
Conform recensământului din 2001, majoritatea populației localității Iakova era vorbitoare de ucraineană (95,51%), existând în minoritate și vorbitori de rusă (2,25%) și română (1,12%).